# Paul J. Levine
Pour les articles homonymes, voir Levine.
Paul J. Levine, né le 9 janvier 1948 à Williamsport, en Pennsylvanie, est un écrivain et un scénariste américain, auteur de thriller.

## Biographie
Paul J. Levine fait des études de droit à l'université d'État de Pennsylvanie, puis à l'université de Miami en 1973. 
En 1990, il publie son premier roman, L'Héritage empoisonné (To Speak for the Dead). C'est le premier volume d'une série mettant en scène Jake Lassiter, ancien linebacker devenu avocat à Miami. Ce roman est adapté en 1995 dans un téléfilm, sous le titre Jake Lassiter: Justice on the Bayou, réalisé par Peter Markle.
En 1999, il rejoint l'équipe de scénaristes de la série télévisée américaine JAG dont il écrit 25 scénarios. En 2002, il est un des créateurs de la série télévisée américaine First Monday.
En 2005, avec Solomon vs. Lord, il commence une nouvelle série consacrée à Steve Solomon et Victoria Lord, tous les deux avocats en Floride.

## Œuvre

### Romans

#### SérieJake Lassiter
- To Speak for the Dead (1990) Publié en français sous le titre L'Héritage empoisonné, Paris, Éditions du Seuil, coll. « Seuil policiers » (1992)  (ISBN 2-02-014156-6) ; réédition, Paris, Éditions du Seuil, coll. « Points » no 118 (1995)  (ISBN 2-02-023761-X)
- Night Vision (1992) Publié en français sous le titre Cadavres incompatibles, Éditions du Seuil, coll. « Seuil policiers » (1993)  (ISBN 2-02-014763-7), réédition Éditions du Seuil, coll. « Points » no 103 (1995)  (ISBN 2-02-023638-9)
- False Dawn (1993) Publié en français sous le titre Trésors sanglants, Éditions du Seuil, coll. « Seuil policiers » (1994)  (ISBN 2-02-020059-7), réédition Le Grand Livre du mois (1994), réédition Éditions du Seuil, coll. « Points » no 142 (1995)  (ISBN 2-02-025731-9)
- Mortal Sin (1994)
- Slashback (1995) (autre titre Riptide)
- Fool Me Twice (1996)
- Flesh and Bones (1997)
- Lassiter (2011)
- Last Chance Lassiter (2012)
- State vs. Lassiter (2013)
- Bum Rap (2015)
- Bum Deal (2018)
- Cheater’s Game (2020)

#### SérieSteve Solomon et Victoria Lord
- Solomon vs. Lord (2005)
- The Deep Blue Alibi (2006)
- Kill All the Lawyers (2006)
- Trial & Error (2007) (autre titre Habeas Porpoise)

#### Autres romans
- 9 Scorpions (1998) (autre titre Impact)
- Illegal (2009)
- Ballistic (2011)
- Paydirt (2011)

### Novella
- Sink or Swim (2013)

### Recueil de nouvelles

#### SérieJake Lassiter
- The Road to Hell (2013)

### Autre ouvrage
- Writing Crime Fiction (2012) (coécrit avec Max Allan Collins, Stephen Gallagher, Lee Goldberg, Joel Goldman, Ed Gorman, Libby Fischer Hellmann, Vicki Hendricks, Naomi Hirahara et Dave Zeltserman)

## Prix et distinctions

### Nominations
- Prix Macavity 2006 du meilleur premier roman pour Solomon vs. Lord[1]
- Prix Edgar-Allan-Poe 2007 du meilleur livre de poche original pour The Deep Blue Alibi[2]
- Prix Thriller 2007 du meilleur livre de poche original pour The Deep Blue Alibi[3]
- Prix Shamus 2014 Best Indie P.I. Novel pour State vs. Lassiter[4]